# Incisura ulnaris radii

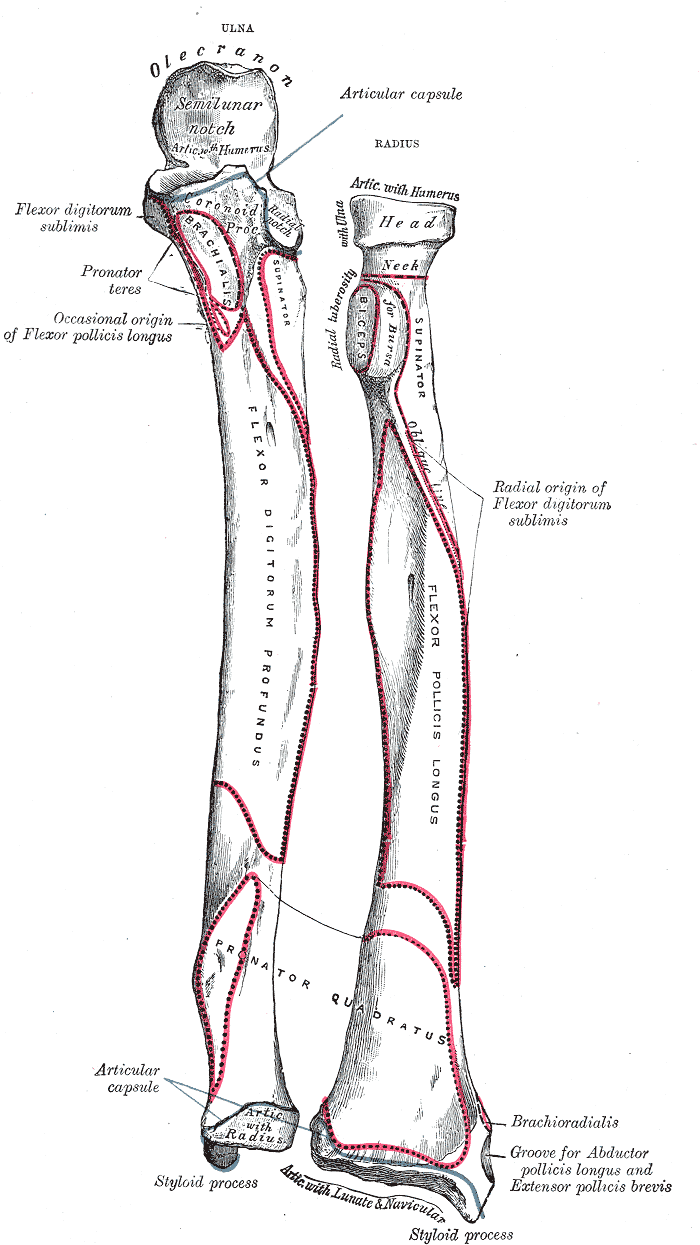
Az alkarcsontok (a radius fejénél lehet látni az incisura ulnaris radiit)

Az incisura ulnaris radii a radiuson található. Ez az a hely, ahol az ulnával ízesül. Keskeny, konkáv, sima és a circumferentia articularis capitis ulnae-vel ízesül, amivel egytengelyű forgóízületet alkot.  Az articulatio radioulnaris distalis része. Ízületi vápaként funkcionál. Üvegporc borítja.